# Expediciones abasíes a África Oriental
Dos o tres expediciones abbasíes a África Oriental' se mencionan en el  árabe tardío Libro del Zanj. Los califas abbasíes Al-Mansur (754-775), Harún al-Rashid (786-809) y  Al-Mamún (813-833) tenían fama de haber enviado expediciones punitivas a las ciudades-estado Islamizadas de la costa somalí y de haber establecido gobernadores en ellas. El Libro del Zanj no sobrevive en ninguna copia anterior al siglo XX y su fiabilidad histórica es muy cuestionable para el periodo islámico temprano.
El escritor del siglo IX Al-Jahiz registra una expedición  omaní a África Oriental a finales del siglo VII, pero fue derrotada. Según el Libro del Zanj, el Islam llegó a Mogadiscio y Kilwa en 694-695 durante el reinado del califa omeya Marwán I. Tanto el Libro del Zanj como la Crónica de Pate, que lo sitúa un poco más tarde, en el año 696-697, atribuyen la llegada de los musulmanes de Siria a la iniciativa califal. Los habitantes de la costa aceptaron el Islam y acordaron pagar el kharāj a los califas. Los abasíes, que tomaron el relevo de los omeyas en el año 750, enviaron a un emisario, Yahya ibn ʿUmar al-ʿAnazī, a las ciudades de África oriental en 765-766. Los sultanes de Mogadiscio, Mārka, Barāwa, Faza, Sīwī, Bata, Manda (Munda), Ṭaqa,  Lamu (Āmu), Ūzi, Malindi (Malūdi), Uyūmba, Kilifi, Basāsa, Zanzíbar, Kilwa y Waybu (posiblemente un afluente del Shebelle) se encuentran entre los que aceptaron al emisario. Gervase Mathew lo data en 766-767 y lo considera una expedición militar.
En el 804, según el Libro, el Zanj (Zunūj)se negó a pagar el kharāj y Hārūn envió un emir con soldados contra ellos. Sustituyó a los árabes wālīs (gobernadores) con persas de Shīrāz en cada pueblo desde Mogadiscio hasta Kilwa. La Crónica de Pate también menciona a Hārūn enviando a los persas. Los persas fueron leales durante muchos años, pero dejaron de enviar los kharāj incluso durante el reinado de Hārūn y entraron en abierta rebelión durante la Miḥna de al-Maʾmūn, cuando éste abrazó la Creación coránica. El Zanj envió un manifiesto a Bagdad y el califa mandó un ejército de 50 000 personas (levantado en Irak o en Egipto) a Malindi, lo que hizo que los líderes de la rebelión huyeran al nyika (país de la maleza). Regresaron cuando el ejército se marchó, pero pagaron el kharāj pendiente y aceptaron la opinión de al-Maʾmūn. El Libro del Zanj data estos sucesos entre los años 837 y 838, lo que no coincide con el reinado de al-Maʾmūn.
Según Neville Chittick, estos relatos del Libro del Zanj deben darse por míticos. Las pruebas arqueológicas no apoyan un amplio asentamiento árabe o persa en estos lugares en una fecha tan temprana. Señala, sin embargo, que en Pemba se ha encontrado un dinar de oro de Hārūn al-Rashīd fechado en 798 o 799, que suele identificarse con el Qanbalū de las fuentes árabes. Sugiere que si los relatos del Libro del Zanj guardan alguna relación con la historia es probable que se encuentre en el primer asentamiento de musulmanes en la costa de África oriental asociado a este hallazgo de monedas. Félix Chami y otros ponen en duda que hubiera expediciones árabes a África oriental después de la registrada por al-Jāḥiẓ.